# La lettera chiusa
La lettera chiusa è un film muto italiano del 1920 diretto da Guglielmo Zorzi.